# 木桥

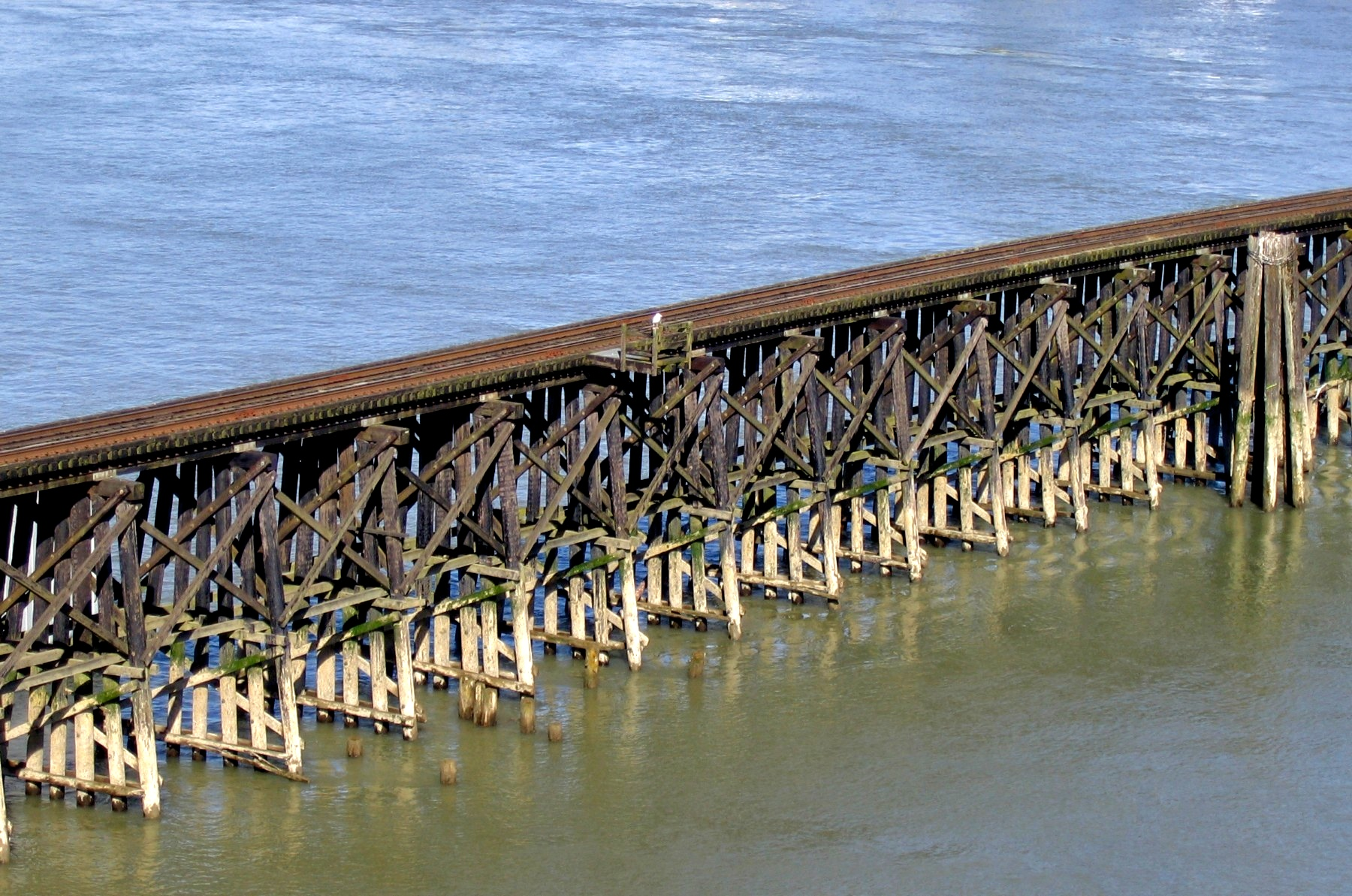
木桥

木桥是一种以木料或木材为主要材料的桥梁。在古代，人們就已就發明了木桥。在钢铁和混凝土出現之前，木桥和砖桥以及石桥一道是當時的主要的桥梁类型。